# خاویر ایفاراگر
خاویر ایفاراگر (انگلیسی: Xavier Ipharraguerre؛ زادهٔ ۳ سپتامبر ۱۹۷۵) بازیکن فوتبال اهل فرانسه است.
از باشگاه‌هایی که در آن بازی کرده‌است می‌توان به باشگاه فوتبال بوردو اشاره کرد.